# Вир (Мисисипи)
Вир (енгл. Weir) град је у америчкој савезној држави Мисисипи.

## Демографија
По попису из 2010. године број становника је 459, што је 94 (-17,0%) становника мање него 2000. године.
| Група             | 2000.       | 2010.       |
| Белци             | 250 (45,2%) | 197 (42,9%) |
| Афроамериканци    | 297 (53,7%) | 260 (56,6%) |
| Азијати           | 0 (0,0%)    | 0 (0,0%)    |
| Хиспаноамериканци | 1 (0,2%)    | 0 (0,0%)    |
| Укупно            | 553         | 459         |